# IC 1163
IC 1163 ist eine elliptische Galaxie vom Hubble-Typ E im Sternbild Serpens am Himmelsäquator. Sie ist schätzungsweise 477 Millionen Lichtjahre von der Milchstraße entfernt.
Das Objekt wurde am 1. August 1891 von Stéphane Javelle entdeckt.